# Michael Ritsch

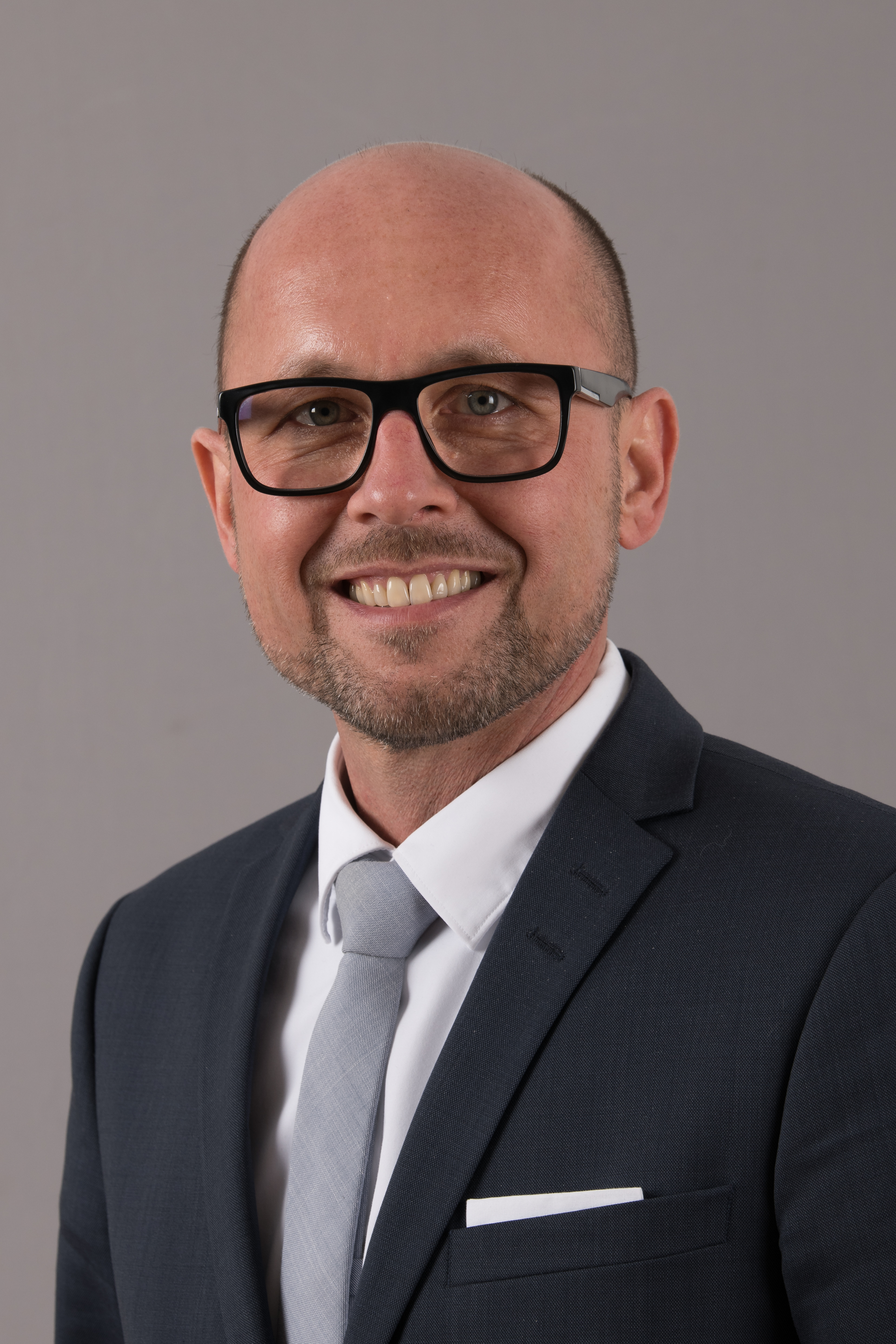
Michael Ritsch (2017)

Michael Ritsch (* 9. Juli 1968 in Bregenz) ist ein österreichischer Landespolitiker (SPÖ) im Bundesland Vorarlberg. Von 2004 bis 2020 war er Abgeordneter zum Vorarlberger Landtag. Von 2007 bis 2016 war er zudem Parteivorsitzender der SPÖ Vorarlberg. Michael Ritsch war von 1992 bis 2007 Gewerkschaftssekretär. Am 27. September 2020 wurde er als Nachfolger von Markus Linhart zum Bürgermeister von Bregenz gewählt.

## Politische Karriere
Im Jahr 1986 trat Ritsch als 18-Jähriger der Jungen Generation der SPÖ bei und startete damit seine politische Karriere. Von 1990 bis 1995 war Michael Ritsch erstmals Stadtvertreter für die SPÖ in seiner Heimatstadt Bregenz. Seitdem ist er Stadtrat in der Vorarlberger Landeshauptstadt. Bei der Gemeindevertretungs- und Bürgermeisterwahl 2005 gewann die SPÖ in Bregenz massiv dazu und Michael Ritsch konnte den amtierenden Bürgermeister sogar in einer Stichwahl herausfordern, die er in der Folge mit 47,44 % knapp nicht für sich entscheiden konnte. Zusätzlich zog er nach der Landtagswahl in Vorarlberg 2004 am 5. Oktober 2004 in den Vorarlberger Landtag ein, wo er für den SPÖ-Landtagsclub Bereichssprecher für Wohnen, Kommunalpolitik und Kontrolle wurde. Zusätzlich wurde er vom Landtag zum Obmann des Kontrollausschusses bestellt. Nach dem Rücktritt von Elke Sader aus dieser Position übernahm Ritsch auch das Amt des Clubvorsitzenden der SPÖ-Landtagsfraktion im Jahr 2007 sowie kurz darauf auch den Parteivorsitz der Vorarlberger SPÖ.
Nach der Landtagswahl in Vorarlberg 2009, bei der die SPÖ massive Verluste hinnehmen musste und 3 ihrer ursprünglich 6 Landtagsmandate verlor, bot Ritsch seinen Rücktritt als Landesparteivorsitzender an. Dieses Angebot wurde jedoch vom Landesparteivorstand der SPÖ am 21. September 2009, dem Tag nach der Wahl, abgelehnt. Auch stellte Ritsch am Samstag nach der Wahl in einem Interview mit dem ORF sein Antreten bei den Gemeindevertretungs- und Bürgermeisterwahlen in Vorarlberg 2010 als Bürgermeisterkandidat in Bregenz in Frage. Nachdem ihm der Parteivorstand sein volles Vertrauen ausgesprochen hatte, entschloss sich Ritsch dazu, die Kandidatur für das Amt des Bregenzer Bürgermeisters erneut zu wagen.
Auch bei der Bürgermeisterwahl erfuhr Ritsch jedoch eine schwere Wahlniederlage. Im Vergleich zur Wahl 2005, bei der er Amtsinhaber Markus Linhart von der ÖVP mit 37,32 Prozent der Stimmen noch in eine Stichwahl um das Bürgermeisteramt zwingen konnte, verlor er bei dieser Wahl 11,23 Prozent. Da Linhart zugleich stark zulegen konnte, blieb Ritsch bei der Bürgermeisterdirektwahl 2010 mehr als 30 Prozentpunkte hinter seinem direkten Konkurrenten zurück.
Anlässlich des Landesparteitages der SPÖ Vorarlberg am 4. November 2011 in Wolfurt wurde Michael Ritsch von der Parteibasis als Landesparteivorsitzender mit 92 % der Delegiertenstimmen wiedergewählt. Ritsch stellte dabei ein „10-Punkte-Programm für Vorarlberg“, das nach seiner Aussage als Leitfaden der Vorarlberger Sozialdemokraten im Hinblick auf die folgende Landtagswahl in Vorarlberg 2014 gelten sollte, vor.
Anlässlich des Landesparteitages der SPÖ Vorarlberg am 22. August 2014 in der Messehalle in Dornbirn wurde Michael Ritsch von der Parteibasis mit 99,1 % der Stimmen als Landesparteivorsitzender wiedergewählt. Der Parteibasis wurde dabei auch der „Coolman“ (ein adaptierter Gartenzwerg) vorgestellt, der ein Teil der Wahlwerbestrategie der SPÖ zur Landtagswahl in Vorarlberg 2014 war. Das Verschwinden mehrerer hundert Zwerge löste kurzfristig ein unerwartetes internationales Medienecho aus (siehe Zwergenklau im Vorarlberger Wahlkampf). Bei der Wahl selbst verlor die SPÖ Vorarlberg dennoch erneut 1,25 % Stimmanteile und erreichte mit nur mehr 8,77 % ihr historisch schlechtestes Ergebnis und erstmals in der Geschichte ein einstelliges Ergebnis bei einer Landtagswahl in Österreich.
Bei der Gemeindevertretungs- und Bürgermeisterwahl 2015 musste Ritsch in Bregenz erneut Verluste hinnehmen. Sowohl die SPÖ Bregenz als auch Michael Ritsch als Bürgermeisterkandidat verloren knapp 3,5 Prozent Stimmanteile im Vergleich zur Wahl 2010, womit Ritsch erneut deutlich hinter Bürgermeister Markus Linhart zurückblieb, der dank einer knappen absoluten Stimmenmehrheit nicht gegen Ritsch in die Stichwahl musste.
Am 30. September 2016 trat Ritsch wegen gesundheitlicher Probleme vom Vorsitz der SPÖ Vorarlberg zurück, blieb aber Landtagsabgeordneter und Klubobmann der SPÖ im Vorarlberger Landtag. Nach der Landtagswahl in Vorarlberg 2019, bei der die SPÖ wieder leicht dazugewinnen konnte, wurde Michael Ritsch erneut Abgeordneter zum Vorarlberger Landtag, gab aber den Vorsitz im SPÖ-Landtagsklub an den neuen Landesparteivorsitzenden Martin Staudinger ab.
Bei den Gemeindevertretungs- und Bürgermeisterwahlen in Vorarlberg 2020 konnte er sich in der Stichwahl mit 51,76 % gegen Langzeitbürgermeister Markus Linhart durchsetzen und wurde somit zum Bürgermeister seiner Heimatstadt Bregenz gewählt. Infolge der Wahl zum Bregenzer Bürgermeister legte Ritsch das Mandat im Vorarlberger Landtag zugunsten des neuen SPÖ-Clubvorsitzenden Thomas Hopfner im Oktober 2020 zurück. Am 23. September 2021 legte Michael Ritsch nach einem parteiinternen Streit um die Nachfolge des Landesparteivorsitzenden der SPÖ Vorarlberg seine Funktionen in der Landespartei nieder, blieb aber Stadtparteivorsitzender der SPÖ Bregenz und Parteimitglied.
Bei der SPÖ-Mitgliederbefragung 2023 wünschte Ritsch dem SPÖ-Bundesrat Andreas Babler nach Bekanntgabe seiner Kandidatur viel Erfolg und meinte: „Ich traue ihm zu, Großartiges mit unserer Partei bewirken zu können.“